# Nowy Żmigród
Nowy Żmigród est une localité polonaise, siège de la gmina de Nowy Żmigród, située dans le powiat de Jasło en voïvodie des Basses-Carpates.